# Gorg et Lala
Gorg et Lala est une série télévisée de marionnettes française en 90 épisodes de 7 minutes produite par Moving Puppet. D’après une idée originale de Corentin Lecourt et les personnages créés par Corentin Lecourt et Florian Guzek, elle est diffusée d'octobre 2009 à juillet 2012 sur Canal+ Family et Canal+.

## Distribution
- Audrey Lamy : Lala
- Michel Elias : Gorg / Papy Gorg
- Jean-Claude Donda : les Gérard / les Gérardine

Direction artistique de Philippe Peythieu.

## Historique
Diffusée depuis le 6 juin 2009 sur Canal+ et Canal+ Family dans l'émission Cartoon+ qui était présenté par les personnages de cette série. La série a été intégralement réalisée dans les studios parisiens de Moving Puppet. Elle est aujourd'hui disponible sur Canalplay.

## Synopsis
Plongez dans les aventures délirantes de Gorg et Lala (et des Gérards) dans une sitcom cartoon totalement décalée !

## Épisodes

### Première saison (Octobre 2009-Juin 2010)
1. Fantôme
2. Catnapping
3. Gerardman
4. Vacances
5. Extra-terrestre
6. Tonton
7. Amnésie
8. Coaching
9. Informatique
10. Cinéma
11. Baraka
12. Amour
13. Zombie
14. École
15. Cuisine
16. Papa Gorg
17. Voiture
18. Insécurité
19. Noël
20. Montagne

### Deuxième saison (Août 2010-Juin 2011)
1. Combat de plumes
2. De l'Art comptant pour rien
3. Vos papiers !
4. La fouille foire
5. Tel espion qui croyait prendre
6. Génie sans frotter
7. Mamie mon œuvre
8. Guitare blaireau
9. Silex m'était conté
10. Tais-toi quand tu poses
11. Dans un couple, y'en a un de trop
12. Y'a le conte
13. Rien à foot
14. Bille de clone
15. Mon grigri d'amour
16. Quel cirque !
17. T'as trop la côt
18. La Commedia des ratés
19. Bienvenue au club
20. Un petit tour et puis s'en vont
21. Soap populaire
22. Surprise !!!
23. Le Zenificateur
24. Fourrure de vivre
25. Trompose
26. Monarchie
27. Père Noël vs Gerardman
28. Magie
29. Gerardinette
30. Au fou !

### Troisième saison (Août 2011-Mai 2012)
1. Lalamour
2. Mauvais esprit
3. L'enfer c'est lui
4. Fièvre acheteuse
5. Robot rebelle
6. La poil à graaler
7. Les loosers masqués
8. L'hobby ne fait pas le moine
9. Comme tu es bio
10. Charlalatan
11. Gorgeinstein
12. Initials bêbêtes
13. J'te kiffe, moin non plus...
14. Arnaque-moi si tu peux
15. Red Gégé
16. Pas très cathodique
17. Mauvais alien
18. Mi-Dieu, Mi-Bête
19. L'argent fait le voleur
20. Aller-retour vers le futur

### Quatrième saison (Mai-Juillet 2012)
1. Surprise sur pizz
2. Vol au-dessus d'un nid de bijoux
3. Opération Lala
4. Porte à porte
5. Cerveau lent
6. Super zéro
7. Il était une fois Gérardman
8. Magnet mania
9. Lala et les garçons
10. Lady guégué
11. Trafic de jouets
12. Entendons nous bien
13. Poke mi, pole moi
14. La méthode p'tit gégé
15. Gérard Wars
16. Duel de cervelles
17. Tel yéti qui croyait prendre !
18. Cache-cache sitting
19. Gérmlins
20. La malédiction de discobis